# Georg Meyndt

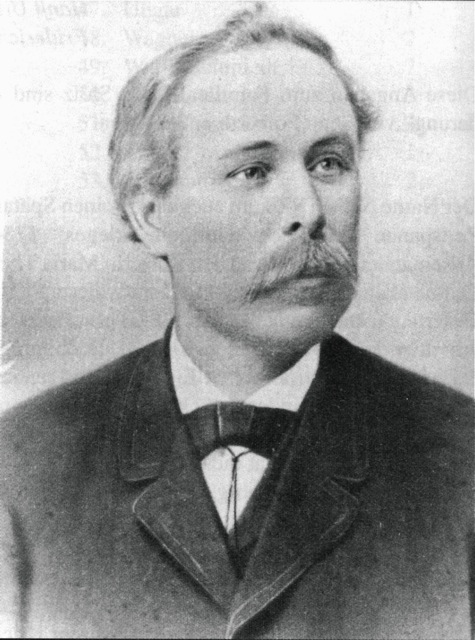
Georg Meyndt

Peter Georg Meyndt (* 5. Januar 1852 in Birthälm; † 17. Dezember 1903 in Reichesdorf) war ein siebenbürgischer Notar und Liederdichter. Er ist bekannt für seine Mundartlieder auf Siebenbürgisch-Sächsisch, die zunächst nur mündlich überliefert zu Volksliedern wurden.

## Leben
Georg Meyndt wurde in Birthälm als zweites von sieben Kindern des evangelischen Pfarrers Peter Traugott Meyndt aus Mediasch und der Regina, geborene Binder aus Schäßburg geboren. Die Familie zog mehrfach um, da der Vater in verschiedene Ortschaften zum Pfarrer berufen wurde – Birthälm, Irmesch, Nimesch und Großkopisch. Die Familie musste schwere Schicksalsschläge erleiden – vier seiner Geschwister verstarben im jungen Alter – deshalb brach er ein begonnenes Studium ab und arbeitete anschließend als Notar in Eibesdorf und Reichesdorf. Daneben bewirtschaftete er als Landwirt seine Äcker und betrieb eine Getreidemühle, die sich jedoch als unrentabel erwies. Er war verheiratet mit Sara Untch, mit der er sieben Kinder hatte, vier Töchter und drei Söhne.
Während Meyndt als Landwirt und Mühlenbetreiber wirtschaftlich wenig erfolgreich war und von den anderen sächsischen Dorfbewohnern dafür sogar getadelt wurde, war sein wahres Talent und seine Leidenschaft die Musik. Er begann volksnahe Lieder zu dichten und bei Festlichkeiten mit seiner Laute oder Gitarre vorzutragen. Sein Ziel war es, die Dorfgemeinschaft zu stärken und die Jugend positiv zu beeinflussen, wozu er die Geselligkeit als bestes Mittel ansah. Er organisierte Zusammenkünfte mit Theater und Gesang sowie Ausflüge in andere sächsische Ortschaften und ins Gebirge. Die Melodien seiner Lieder komponierte er dabei selbst, obwohl er keine Ausbildung dazu hatte und keine Noten lesen konnte.

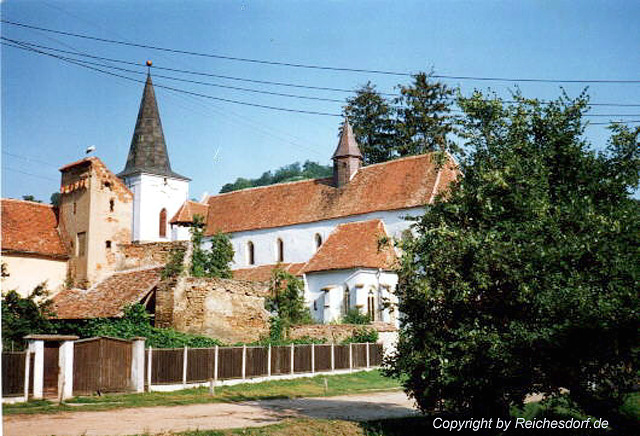
Kirchenburg in Reichesdorf

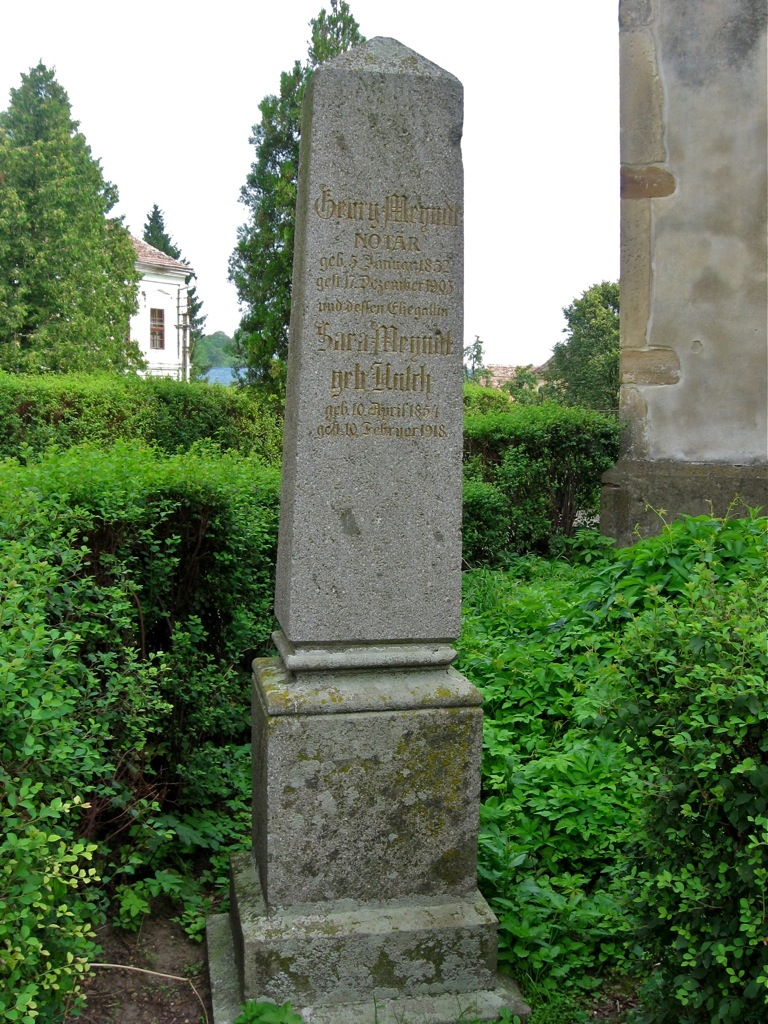
Grabstein von Georg Meyndt im Kirchhof von Reichesdorf

Seine volksnahen Lieder verbreiteten sich rasch unter den Siebenbürger Sachsen und wurden Teil der Volkskultur. Dabei wurden sie von einer Gesangsgruppe zur anderen weitergegeben, während der Name des Verfassers meist unbekannt blieb. Seine Mundartlieder stellen den Beginn der Lied- und Singbewegung in Siebenbürgen dar, die im späten 19. Jahrhundert unter den Sachsen populär wurde. Neben eigenen Liedern war er dabei auch gegenüber Werken anderer Verfasser aufgeschlossen; so war er es, der das Lied "Holderstrauch" des aus Thüringen stammenden und nach Mediasch gezogenen Hermann Kirchner erstmals öffentlich vortrug. Eine Sängerreise ins Burzenland, die er mit seinem Reichesdorfer Chor im Jahr 1897 unternahm, machte das nun auf Siebenbürgisch-Sächsisch vorgetragene Lied bekannt. Der Gymnasiallehrer und spätere Pfarrer von Reichesdorf Carl Römer, von dem die Melodie stammte, notierte daraufhin nach Gehör im Jahr 1899 erstmals 19 Lieder von Georg Meyndt.
Meyndt selbst fühlte sich durch diese Anerkennung bestärkt und veröffentlichte in der Folge zwei Singspiele. Im Jahr 1901 wurde Sanktich äm Aren (Erntesonntag) veröffentlicht, das sechs seiner Lieder enthält und 1902 das Singspiel Äus âser Gemîn (aus unserer Gemeinde), das sechs Mundartlieder enthält. Ein Jahr später verstarb Georg Meyndt jedoch am 17. Dezember 1903 in Reichesdorf, wo er auch begraben wurde.

## Nachwirken
Gemeinsam mit dem zugewanderten Hermann Kirchner gilt Georg Meyndt heute als Begründer der Singbewegung unter den Siebenbürger Sachsen. Sie waren die ersten, die volksnahe Lieder in Mundart verfassten und so spätere Verfasser wie Rudolf Lassel, Otto Piringer, Heinrich Bretz, Anna Schuller-Schullerus, Carl Reich, Andreas Nikolaus, Hans Mild, Fritz Schuller und Grete Lienert-Zultner inspirierten. Sein Freund und Gesangskollege Carl Reich sammelte seine Lieder und publizierte posthum einen Teil davon erstmals im Jahr 1914 unter dem Titel Kut, mer sängen int (Kommt, wir singen eins) in Hermannstadt. Darin enthalten sind die 19 zuerst nur handschriftlich notierten Lieder von Georg Meyndt sowie elf weitere anonymer Verfasser.
Einzelne seiner Lieder wurden nach dem Zweiten Weltkrieg in periodischen Schriften und anthologischen Liederbüchern veröffentlicht, etwa in Siebenbürgen, Land des Segens von Erich Phleps im Wort-und-Welt-Verlag Innsbruck und in Lieder der Heimat von Norbert Petri. Im Jahr 2008 veröffentlichte schließlich der aus Hermannstadt stammende Mannheimer Professor für Musiktheorie, Heinz Acker, eine vollständige Sammlung aller erhaltenen Volkslieder und Singspiele von Georg Meyndt.
Sein Grabstein, der mehrmals mutwillig umgestoßen wurde, befindet sich heute am Portal der Kirchenburg in Reichesdorf. Sein 100 Meter davon entfernt liegendes ehemaliges Wohnhaus (Haus Nr. 7) sollte im Jahr 2010 in einen Supermarkt umgewandelt werden. Nach einem Protest der Hermannstädter Zeitung verfügte das Denkmalamt des Kreises Hermannstadt aber einen Baustopp.

## Lieder
(Auswahl)
- Det Brännchen (Das Brünnlein)
- Gaden Morjen (Guten Morgen)
- Et song e schatzich Vijelchen (Es sang ein süßes Vögelchen)
- Ech hat e Medchen ist begent (Ich bin einem Mädchen einst begegnet)
- Wat mauchst ta Gang mät deger Kah? (Junge, was machst du mit deiner Kuh?)
- Motterhärz, ta Ädelstin (Mutterherz, du Edelstein)
- Sanktichklok (Sonntagsglocke)